# Monnina idroboana
Monnina idroboana är en jungfrulinsväxtart som beskrevs av R. Ferreyra. Monnina idroboana ingår i släktet Monnina och familjen jungfrulinsväxter. Inga underarter finns listade i Catalogue of Life.